# Club Baloncesto Málaga 2004-2005
Questa voce raccoglie le informazioni riguardanti il Club Baloncesto Málaga nelle competizioni ufficiali della stagione 2004-2005.

## Stagione
La stagione 2004-2005 del Club Baloncesto Málaga è la 13ª nel massimo campionato spagnolo di pallacanestro, la Liga ACB.

## Roster
Aggiornato al 22 novembre 2021.
| Unicaja Málaga 2004-05 | Unicaja Málaga 2004-05 |
| Giocatori              | Staff tecnico          |
| ---------------------- | ---------------------- |

| N. | Naz.                                     | Ruolo | Nome                    | Anno | Alt.   | Peso   |  |
| -- | ---------------------------------------- | ----- | ----------------------- | ---- | ------ | ------ |  |
| 4  | Spagna (bandiera)                        | G     | Francisco Javier Perujo | 1980 | 195 cm |        |  |
| 5  | Spagna (bandiera)                        | AP    | Berni Rodríguez (C)     | 1980 | 197 cm | 92 kg  |  |
| 6  | Francia (bandiera)                       | AP    | Stéphane Risacher       | 1972 | 203 cm | 96 kg  |  |
| 7  | Spagna (bandiera)                        | GA    | Alfonso Sánchez         | 1987 | 194 cm | 87 kg  |  |
| 8  | Spagna (bandiera)                        | P     | Jesús Lázaro            | 1971 | 185 cm | 84 kg  |  |
| 9  | Stati Uniti (bandiera)                   | G     | J.R. Bremer             | 1980 | 187 cm | 87 kg  |  |
| 10 | Spagna (bandiera)                        | P     | Carlos Cabezas          | 1982 | 186 cm | 88 kg  |  |
| 11 | Croazia (bandiera)                       | C     | Žan Tabak               | 1970 | 213 cm | 111 kg |  |
| 14 | Lettonia (bandiera)                      | C     | Kaspars Bērziņš         | 1985 | 213 cm | 107 kg |  |
| 15 | Spagna (bandiera)                        | AG    | Jorge Garbajosa         | 1977 | 206 cm | 111 kg |  |
| 16 | Ucraina (bandiera) · Islanda (bandiera)  | AG    | Pavel Ermolinskij       | 1987 | 202 cm |        |  |
| 20 | Argentina (bandiera) · Spagna (bandiera) | P     | Juan Ignacio Sánchez    | 1977 | 192 cm | 88 kg  |  |
| 22 | Francia (bandiera)                       | AG    | Florent Piétrus         | 1981 | 202 cm | 107 kg |  |
| 23 | Argentina (bandiera) · Spagna (bandiera) | A     | Wálter Herrmann         | 1979 | 206 cm | 102 kg |  |
| 24 | Spagna (bandiera)                        | C     | Fran Vázquez            | 1983 | 209 cm | 105 kg |  |
| 41 | Lituania (bandiera)                      | C     | Gintaras Einikis        | 1969 | 208 cm | 120 kg |  |
| 42 | Stati Uniti (bandiera)                   | C     | Kris Lang               | 1979 | 211 cm | 112 kg |  |
| 44 | Stati Uniti (bandiera)                   | C     | Bobby Martin            | 1969 | 205 cm | 115 kg |  |
| 45 | Stati Uniti (bandiera)                   | C     | Sean Rooks              | 1969 | 208 cm | 110 kg |  |

| Allenatore                                                                                               |
| - Sergio Scariolo                                                                                        |
| Assistente/i                                                                                             |
| - Paco Aurioles - Chus Mateo - Ángel Sánchez-Cañete Legenda - (C) Capitano - (IN) Inattivo - Infortunato |

## Mercato

### Sessione estiva
| Acquisti | Acquisti                | Acquisti          | Acquisti      | Acquisti |
| R.a      | Nome                    | da                | Modalità      |          |
| -------- | ----------------------- | ----------------- | ------------- | -------- |
| C        | Žan Tabak               | Joventut Badalona | definitivo    |          |
| AG       | Jorge Garbajosa         | Pall. Treviso     | definitivo    |          |
| G        | J.R. Bremer             | Charlotte Bobcats | definitivo    |          |
| C        | Fran Vázquez            | Gran Canaria      | fine prestito |          |
| G        | Francisco Javier Perujo |                   | definitivo    |          |
| AG       | Pavel Ermolinskij       | Vichy             | definitivo    |          |
| P        | Juan Ignacio Sánchez    | Alicante          | definitivo    |          |
| C        | Kaspars Bērziņš         | Skonto Rīga       | definitivo    |          |
| AG       | Florent Piétrus         | Pau-Lacq-Orthez   | definitivo    |          |

| Cessioni | Cessioni           | Cessioni         | Cessioni       | Cessioni |
| R.       | Nome               | a                | Modalità       |          |
| -------- | ------------------ | ---------------- | -------------- | -------- |
| G        | Louis Bullock      | Real Madrid      | fine contratto |          |
| AG       | Larry Lewis        | Alicante         | fine contratto |          |
| C        | Germán Gabriel     | Bilbao Berri     | fine contratto |          |
| P        | Moustapha Sonko    | Real Madrid      | fine contratto |          |
| C        | Chuck Kornegay     | Dinamo Mosca     | fine contratto |          |
| AG       | Darren Phillip     | Siviglia         | fine contratto |          |
| C        | Giannīs Giannoulīs | B.K. Kiev        | fine contratto |          |
| A        | Alberto Corbacho   | Ciudad de Huelva | fine contratto |          |
| C        | Frédéric Weis      | Bilbao Berri     | fine contratto |          |
| G        | Rafa Huertas       | Cáceres          | fine contratto |          |

### Dopo l'inizio della stagione
| Acquisti | Acquisti         | Acquisti      | Acquisti        | Acquisti   |
| R.       | Nome             | da            | Data            | Modalità   |
| -------- | ---------------- | ------------- | --------------- | ---------- |
| C        | Gintaras Einikis | Free agent    | 22 ottobre 2004 | definitivo |
| P        | Jesús Lázaro     | Free agent    | dicembre 2004   | definitivo |
| C        | Sean Rooks       | Free agent    | 7 gennaio 2005  | definitivo |
| C        | Bobby Martin     | Free agent    | 2005            | definitivo |
| C        | Kris Lang        | Seoul Knights | aprile 2005     | definitivo |

| Cessioni | Cessioni         | Cessioni          | Cessioni         | Cessioni       |
| R.       | Nome             | a                 | Data             | Modalità       |
| -------- | ---------------- | ----------------- | ---------------- | -------------- |
| C        | Gintaras Einikis | Lietuvos rytas    | 21 dicembre 2004 | fine contratto |
| C        | Sean Rooks       | Joventut Badalona | 8 febbraio 2005  | fine contratto |
| C        | Bobby Martin     | Free agent        | 2005             | fine contratto |